# Il monaco (film 2011)
Il monaco (Le Moine) è un film del 2011 diretto da Dominik Moll, con protagonista Vincent Cassel.
Si tratta di un adattamento dal romanzo omonimo di Matthew Gregory Lewis (The Monk, 1796), un classico della letteratura gotica.

## Trama
Spagna, XVII secolo. Il padre cappuccino Ambrosio, abbandonato infante sulla soglia del monastero, è stato allevato dai frati e ha sempre vissuto in una virtù che gli ha valso una grande reputazione di fede e di rigore morale.
Ambrosio si trova ad affrontare le tentazioni terrene quando in convento si presenta un postulante, Valerio, che cela il suo volto dietro una maschera perché sfigurato dal fuoco in un incendio. Accolto tra i novizi, rivela ad Ambrosio di essere, in realtà, Matilde, una donna innamorata di lui.
Ambrosio vorrebbe mandarla via, ma la donna, dotata di poteri diabolici, con uno stratagemma fa crollare le difese del frate e gli fa provare i piaceri carnali. Ambrosio cade in peccati sempre più gravi; ben presto desidera un'altra ragazza, l'innocente Antonia, e, per poterne abusare, Matilde gli offre la complicità delle potenze infernali.
Munito di un rametto di mirto stregato, Ambrosio riesce a penetrare nella casa della giovane e a indurle un sonno profondo. Elvira, la madre della ragazza, trova il frate nudo che giace con Antonia e, da una voglia sulla spalla dell'uomo, capisce che quello è il figlio che, in gioventù, era stata costretta ad abbandonare. Ambrosio, vistosi scoperto, pugnala la donna e nello stesso istante capisce di aver ammazzato la madre e di aver violentato la sorella.
Imprigionato e condannato al rogo, ha un'ultima visione in cui consegna la sua anima al diavolo, rinunciando a ogni possibilità di salvezza in cambio della felicità di Antonia.